# Francisco Bahamonde de Lugo
Francisco Bahamonde De Lugo (¿? - 1574) fue un militar, conquistador y administrador español que gobernó Puerto Rico entre 1565 y 1568. Así, como Cartagena de Indias en sus últimos años. Fue el (4 veces grande) Nieto de Inés de Lugo (hermana de I Adelantado Mayor, Alonso Fernández de Lugo).

## Biografía
Francisco Bahamonde de Lugo nació en La Orotava, en la isla de Tenerife (Islas Canarias, España) en algún momento de la primera mitad del siglo XVI. Fue hijo de Francisco de Lugo, el Bueno, y de Leonor Benítez Pereyra de Lugo. Su primo fue el primer regidor de Santa Fe de Bogotá (actual Colombia) y encomendero de Goata. Entre 1532 y 1533 se unió al ejército de Francisco Pizarro en su Conquista del Perú, ocupando el puesto de capitán de la caballería, en su lucha contra los amerindios panche.
Dos años después, en 1535, participó en la expedición liderada por el segundo adelantado de Canarias y gobernador de Tenerife y La Palma, Pedro Fernández de Lugo, en Santa Marta, Colombia, ejerciéndo luego como capitán de la guardia del adelantado de esa ciudad. Alrededor de 1545 regresa a Perú para ayudar a los virreyes Blasco Núñez Vela y Pedro de La Gasca en su pacificación de las revueltas de Perú.
Más tarde, entre 1553 y 1556, De Lugo luchó en la guerra contra Francia y Turquía desarrollada en Córcega, en el cargo de capitán de caballos ligeros, guerra en la cual parece que destacó, junto a su pariente tinerfeño Francisco Válcarcel. Durante su carrera como militar, ascendió a general.
En 1564, fue nombrado Capitán general y gobernador de Puerto Rico, puesto que ocupó hasta 1568. Lo más destacado de su política en Puerto Rico fue la construcción de una fortificación en el archipiélago para resistir los ataques extranjeros. Por otra parte, durante su gobierno, los habitantes de San Germán, en las cercanías de la Guayanilla, le pidieron permiso para cambiar la villa a su actual ubicación debido a los ataques de los corsarios franceses (1565) y de los indios Caribe (1568).
En 1568, Francisco Bahamonde de Lugo vio la necesidad de solicitar los servicios de un médico español para que trabajase en Puerto Rico. El médico elegido fue Hernando de Cataño, que al aceptar el cargo, recibió como pago una dote de tierras y varios títulos de caballerías. Las tierra elegidas eran tierras interiores situadas cerca del islote de San Juan. Así, el lugar lleva el nombre de su propietario, Cataño. Abandonó el cargo en 1568.
Poco después, fue nombrado gobernador y capitán general de Cartagena de Indias. Durante su mandato, estableció el primer presidio de la plaza de la región y construyó el fuerte de San Felipe. Posteriormente, luchó contra Francis Drake, defendiendo la plaza de los ataques británicos, mediante el envío de ligeras embarcaciones contra las grandes naves inglesas. Sin embargo, fue derrotado y muerto en la guerra en 1574.
Tuvo un hijo, al que bautizó con el nombre de Petronila de Lugo.